# Nagrobek króla Krzysztofa II duńskiego i Eufemii wołogoskiej w Sorø
Nagrobek króla Krzysztofa II duńskiego i Eufemii wołogoskiej w Sorø — sarkofag z piaskowca w kształcie tumby, na której płycie zamykającej znajdują się całopostaciowe brązowe przedstawienia małżonków: króla Danii Krzysztofa II i Eufemii, córki księcia wołogoskiego Bogusława IV, pochodzący z ok. 1350 lub z ok. 1360, znajdujący się w dawnym kościele klasztornym w Sorø, wykonany na zamówienie syna powyższej pary Waldemara IV Dojutrka przez nieznanego artystę. Jest zaliczany do najważniejszych (ze względu na artystyczną i historyczną wartość) duńskich dzieł sztuki okresu średniowiecza.
Dzieło powstało w około 20–30 lat po śmierci pary królewskiej (Eufemia zmarła w 1330, Krzysztof II zaś dwa lata później). Sam nagrobek nie dotrwał do przełomu XX i XXI wieku w nienaruszonym stanie, jednak brązowe przedstawienia figuralne są autentyczne. Tumba z piaskowca pochodzi z XVIII w., na niej znajdują się wyżej wspomniane brązowe postaci władców oraz (między nimi) ich córki.. 
Przedstawienie Eufemii, będące w ogóle najstarszym znanym wyobrażeniem jakiegokolwiek Gryfity jest uznawane za przedstawienie typowe (typ władcy), nie noszące cech indywidualnych ukazanej osoby. U wezgłowia królowej znajduje się (również brązowe) pełnoplastyczne przedstawienie gryfa (jakkolwiek przedstawionego bez skrzydeł, jednak ze szponami i mocnym dziobem), będące bezpośrednią wskazówką jej pochodzenia dynastycznego.